# Radio 100,7
Radio 100,7 es una emisora de radio del Gran Ducado de Luxemburgo de titularidad pública, siendo el único medio de radio y televisión de dicha titularidad existente en el país. Emite programas en luxemburgués enfocados principalmente a la información, la cultura, el entretenimiento y con una atención especial a la música clásica.
Desde 1997 es miembro de la Unión Europea de Radiodifusión, formando parte de la Red Euroradio.

## Historia
La emisora tiene su origen en la ley de 27 de julio de 1991 sobre medios electrónicos de comunicación, en donde el artículo 14 permitía la cesión de una frecuencia radiofónica para la emisión de un canal de servicio público en lengua luxemburguesa.
 Es el 19 de septiembre de 1993 cuando empiezan las emisiones de dicho canal bajo el nombre de Honnert,7, que cambia en 2002 a su actual nombre, Radio 100,7.

## Misión
Su misión es la de garantizar un servicio de radio con vocación de utilidad pública en lengua luxemburguesa, teniendo que cumplir los siguientes principios.
- Producir y difundir un servicio de radiodifusión generalista de información, cultura y entretenimiento, con transmisión las 24 horas del día, los siete días de la semana.
 - Comprometerse a desarrollar nuevas ofertas de servicios en línea que permitan ampliar, enriquecer o completar su función de servicio público.
 - Ser imparcial e independiente en información, opiniones y comentarios respetando los estándares éticos y de calidad correspondientes a los valores de un servicio público.
 - Proporcionar a toda la población del Gran Ducado de Luxemburgo información general sobre la actualidad política nacional, europea e internacional, y difundir información y contenidos diversos sobre temas sociales, económicos, culturales y deportivos, así como sobre la actualidad regional y local.
 - Destacar y apoyar la cultura y la creatividad artística en el Gran Ducado de Luxemburgo.
 - Contribuir a la cohesión social reflejando la diversidad de ideas y opiniones al tiempo que promueve la participación democrática, social y cultural.
 - Ofrecer entretenimiento que refleje los valores del servicio público.

## Gobernanza
La emisora está controlada por Le Média de service public 100,7, institución pública dependiente del Ministerio de Comunicación y Medios y regida por un consejo de administración compuesto por nueve miembros, tres en representación del estado y seis a propuesta de organizaciones sociales y culturales del país. 
Su financiación corre a cargo de los presupuestos generales del estado. La cantidad anual que debe aportar el estado se fija en un acuerdo entre el estado y la emisora y que debe permitirle cumplir su misión de servicio público. Dicho acuerdo es renovable cada un periodo mínimo de cinco años y un máximo de diez años.
En 2022 la cantidad aportada por el estado fue de 7.237.964 €uros.

## Recepción
- En las frecuencias FM 100,7 MHz y 95,9 MHz en todo el territorio luxemburgués.
 - A través de la mayoría de las redes de cable en el Gran Ducado. 
 - Como podcast a través de su web y de su página de Youtube.

## Enlaces
Página oficial
Página oficial de Youtubre
Ley de 12 de agosto de 2022 que establece “Le Média de service public 100,7”